# Owen Cooper
Owen Patrick Cooper (Warrington, 5 de dezembro de 2009) é um ator britânico. Ficou mais conhecido com o papel de Jamie Miller na minissérie da Netflix Adolescência (2025).

## Biografia
Cooper nasceu em Warrington. Sua mãe é cuidadora e seu pai trabalha em TI. Ele tem dois irmãos mais velhos. Membro do time Warrington Rylands U15, ele originalmente queria ser jogador de futebol antes de ter aulas semanais de atuação no The Drama Mob em Manchester.

## Carreira
Em março de 2025, Cooper fez sua estreia como ator como Jamie Miller, um garoto de 13 anos acusado de assassinato, na minissérie Adolescence da Netflix. O papel lhe rendeu ampla aclamação da crítica, com o Evening Standard escrevendo que "sua é uma atuação que pode ser a melhor estreia já vista por um ator mirim". Ele foi selecionado para interpretar o jovem Heathcliff em Wuthering Heights, de Emerald Fennell, com lançamento previsto para 2026.

## Filmografia

### Cinema
| Ano  | Titulo            | Papel              | Ref.   |
| ---- | ----------------- | ------------------ | ------ |
| 2026 | Wuthering Heights | Heathcliff (jovem) | [ 14 ] |

### Televisão
| Ano  | Título      | Papel        | Nota             | Ref.   |
| ---- | ----------- | ------------ | ---------------- | ------ |
| 2025 | Adolescence | Jamie Miller | Elenco principal | [ 15 ] |
| 2025 | Film Club   | Callum       |                  | [ 16 ] |